# Andrzej Chudy
Andrzej Chudy (ur. 12 grudnia 1955 w Jeleniej Górze) – polski aktor filmowy i dubbingowy.
18 listopada 1977 roku miał miejsce jego debiut teatralny. Rok później ukończył studia na PWST w Warszawie.

## Teatr
- Teatr im. Cypriana Kamila Norwida w Jeleniej Górze: 1977–1979
- Teatr Na Targówku: 1979–1986
- Teatr Rampa w Warszawie: 1988–1991

## Filmografia
- 2024: Ojciec Mateusz – Wawrzyniecki
- 2021: Skazana – sędzia
- 2021: Stulecie Winnych – profesor Akademii Medycznej
- 2020: Nieobecni – sąsiad (odc. 1 i 9)
- 2016–2017: Na sygnale – Paweł Strzelecki
- 2003: Ubu Król
- 2002–2003: Psie serce – głos konia i psa (w różnych odcinkach)
- 2002–2003: Plebania – ojciec Anety (odc. 191–193 i 273)
- 2001: Cześć Tereska – policjant
- 2000: Miasteczko – uczestnik programu „Magnes”
- 1989: Modrzejewska – dziennikarz
- 1989: Odbicia (odc. 3 i 4)
- 1988: Generał Berling
- 1987: Dorastanie
- 1987: Ballada o Januszku – milicjant Świerczyński
- 1986: Weryfikacja
- 1983: Haracz szarego dnia – Włodek Karolak
- 1981: Ślepy bokser
- 1979: Elegia – żołnierz

## Dubbing
- 2021: Pinokio –
  - Dżeppetto,
  - Lis,
  - Pan Wisienka
- 2020: Warcraft III: Reforged –
  - Thrall
  - Diuk Lwie Serce
  - Nadzorca Kassan
- 2018: Mary Poppins powraca – strażnik parkowy
- 2017: Zagadki rodziny Hunterów – Erik
- 2017: Jestem Franky – Wilson
- 2017: Scooby-Doo! Na Dzikim Zachodzie
- 2016: Overwatch – Żołnierz-76
- 2015: Żółwik Sammy i spółka – Pan Lucjusz
  - Leopold
- 2015: Wiedźmin 3: Dziki Gon –
  - Willi
  - Ambasador var Attre
  - Vimme Vivaldi
  - Rostan Muggs
  - inne krasnoludy
  - Harald Psia Gęba
  - Ludzie Krwawego Barona
  - Łowcy Czarownic
- 2014: Niesamowity Spider-Man 2 –
  - Gustav Fiers,
  - taksówkarz
- 2014: Hearthstone –
  - Thrall
  - Władca Areny
- 2013: Crysis 3 – Prorok
- 2013: Might and Magic: Heroes VI – Shades of Darkness –
  - Sorshan,
  - Sandro
- 2012: Koszykarze
- 2012: Risen 2: Mroczne wody
- 2012: Wymarzony luzer
- 2012: Might and Magic: Heroes VI – Danse Macabre – Belketh Smoczy Upiór
- 2012: Might and Magic: Heroes VI – Pirates of the Savage Sea – Falagar
- 2011: Muppety
- 2011: Wiedźmin 2: Zabójcy królów –
  - Lord Vandergrift,
  - Mistrz Myron,
  - Ogden,
  - głosy poboczne
- 2011: Niesamowity świat Gumballa
- 2011: The Elder Scrolls V: Skyrim –
  - Proventus Avenicci
  - Lokir
  - Verner Skało-Miot
  - Snilf
  - Noster Orle-Oko
  - Dervenin
  - Octieve San
  - Sinfar Żelazny-Kocioł
  - Ennodius Papius
  - Gissur
  - Garvey
  - Arniel Gane
  - Horgeir
  - Belchimac
  - Grisvar Pechowiec
  - Christer
  - Szlachcic
  - Ofiara tortur
- 2011: Przygody Tintina – Kapitan Baryłka
- 2011: Tytan Symbionik – Generał Modula
- 2011: Gwiezdne wojny IV: Nowa nadzieja
- 2011: Scooby Doo i Brygada Detektywów
- 2011: Artur ratuje gwiazdkę
- 2011: Giganci ze stal
- 2011: Dyl Sowizdrzał
- 2011: Zielony patrol
- 2011: Generator Rex
- 2011: Dolina Koni
- 2011: Kikoriki
- 2011: Ul – Listonosz pan Pajączek
- 2011: Crysis 2 – Laurence Barnes „Prorok”
- 2011: Cziłała z Beverly Hills 2
- 2011: Sezon na misia 3 – Reilly
- 2010: Megamocny – Warden
- 2010: Pokémon: Arceus i Klejnot Życia – Damos
- 2010: Roztańczona Angelina: Nowe kroki
- 2010: Toy Story 3 – Begonia
- 2010: God of War III
- 2010: Przygody K-9 – Departmentowcy
- 2009: Aniołki i spółka
- 2009: Aaron Stone – T. Abner Hall
- 2009: Dragon Age: Początek – Avernus
- 2009: Stacyjkowo – Superciuchcia
- 2009: Góra Czarownic
- 2009: Mirror’s Edge – Merkury
- 2009: Ogrodnik Gordon – Gordon
- 2008: Batman: Odważni i bezwzględni – Generał Kreegaar
- 2008: Niezwykłe przypadki Flapjacka
- 2008: Dzielny Despero
- 2008: Alone In The Dark – Crowley
- 2008: Piorun
- 2008: Niezwykła piątka na tropie – Dr Pruderlock
- 2008: Małpy w kosmosie – Ham I
- 2008: Sam & Max: Sezon 1 – Leonard
- 2008: WALL·E
- 2008: Opowieści z Narnii: Książę Kaspian
- 2008: Kroniki Spiderwick – Timbletack
- 2007: Wiedźmin –
  - Vetala,
  - Munro Bruys,
  - złodziej,
  - wieśniak
- 2007: Lucky Luke na Dzikim Zachodzie – sędzia
- 2007: W pułapce czasu
- 2007: Chowder
- 2007: Ben 10: Tajemnica Omnitrixa – Gała
- 2007: Koń wodny: Legenda głębin
- 2007: Tom i Jerry: Dziadek do orzechów
- 2007: Film o pszczołach – Martin Benson
- 2007: Ratatuj – Dziennikarz #1
- 2007: Rodzinka Robinsonów – Pan Willerstein
- 2007: Shrek Trzeci – Merlin
- 2007: Happy Wkręt
- 2007: Przygody Sary Jane – Kudlak
- 2006: Krowy na wypasie
- 2006: Kudłaty i Scooby Doo na tropie – Generał Makatka (odc. 10)
- 2006: Gothic 3
- 2006: Heroes of Might and Magic V – Alaric
- 2006: Dżungla – Scraw
- 2006: Sposób na rekina – Bob
- 2006: Sezon na misia – bóbr Reily
- 2006: Wpuszczony w kanał – Al Ropuch
- 2006: Ōban Star Racers
- 2006: Tom i Jerry: Piraci i kudłaci
- 2006: Wymiennicy
- 2005: Amerykański smok Jake Long – prof. Hans Rotwood
- 2005–2008: Awatar: Legenda Aanga –
  - Bato (odc. 15),
  - Arnook (odc. 18–20)
- 2005–2008: Ben 10 –
  - Kwaśny Oddech (odc. 9),
  - Hex (odc. 10, 22),
  - Kenko (odc. 32),
  - Abel North (odc. 34),
  - Porucznik Steel (odc. 40),
  - Strażnik więzienia (odc. 41),
  - Ojciec Camille (odc. 43),
  - Sędzia (odc. 45)
- 2005–2007: Podwójne życie Jagody Lee – Piącha (odc. 20, 33)
- 2005: Lassie – Sam Carracloug
- 2005: Szeregowiec Dolot
- 2005: Opowieści z Narnii: Lew, czarownica i stara szafa
- 2005: Kurczak Mały
- 2005: Wallace i Gromit: Klątwa królika
- 2005: Harry Potter i Czara Ognia – Amos Diggory
- 2005: Garbi: super bryka
- 2004–2008: Batman –
  - Czarna Maska,
  - J’onn J’onns
- 2004–2007: Danny Phantom –
  - Vlad Plazmus,
  - Walker
- 2004: Gwiezdne jaja: Część I – Zemsta świrów –
  - Konsultant
  - Generał Matrix
- 2004: Legenda telewizji
- 2004: Lemony Snicket: Seria niefortunnych zdarzeń – Łysy
- 2004: Hi Hi Puffy AmiYumi
- 2003: Xiaolin – pojedynek mistrzów – Dojo
- 2003: Księga dżungli 2
- 2003: Nawiedzony dwór
- 2003: Looney Tunes znowu w akcji
- 2003: Scooby Doo i legenda wampira
- 2002–2008: Kredonia
- 2002–2003: Ozzy i Drix
- 2002–2005: Co nowego u Scooby’ego?
- 2002: Kim Kolwiek – Dr Drakken
- 2002: Stuart Malutki 2
- 2001–2006: Liga Sprawiedliwych / Liga Sprawiedliwych bez granic – Marsjanin
- 2001: W pustyni i w puszczy – gwary
- 2001: Odjazdowe zoo – profesor Troglodys
- 2001: Scooby Doo i cyberpościg
- 2000–2006: Słowami Ginger – Killgallen
- 1999–2001: Batman przyszłości
- 1998–2004: Atomówki – Walka przed Gwiazdką
- 1997–1998: Przygody Olivera Twista
- 1993: Miasteczko Halloween – Mikołaj
- 1992–1998: Batman
- 1991: Śpiąca królewna –
  - wieszczek Hektor,
  - król,
  - śmiałek chcący obudzić śpiącą królewnę,
  - wieszczek Oskar
- 1991: Czarodziej z Oz – Czarodziej
- 1991–2004: Pełzaki
- 1990: Jaś i magiczna fasola –
  - Tata,
  - Olbrzym
- 1989–1992: Karmelowy obóz
- 1988: Denver, ostatni dinozaur
- 1976–1978: Jabberjaw
- 1972–1973: Nowy Scooby Doo
- 1964: Mary Poppins
- 1959: Quick Draw McGraw – narrator

## Reżyseria dubbingu
- 2017: Scooby-Doo! Na Dzikim Zachodzie
- 2016: DC Super Hero Girls: Bohater roku
- 2016: Justice League Action
- 2016: Powrót na Dziki Zachód
- 2015: Jestem Franky
- 2015: Na końcu świata
- 2014: Pies, który ocalił Wielkanoc
- 2014: Dorwać Asa
- 2013: Hokus-pokus, Albercie Albertsonie
- 2013: Nawiedzeni
- 2013: Sanjay i Craig
- 2012: Ernest i Celestyna
- 2013: Robot i potwór
- 2012: Tempo Express
- 2011: Tytan Symbionik
- 2010: Aniołki i spółka
- 2010: True Jackson
- 2010: Listonosz Pat – Przesyłki specjalne
- 2009: Power Rangers: Furia dżungli
- 2009: Mam rakietę
- 2008: Wskakuj!
- 2008: Dzielny Despero
- 2005: Porażki Króla Artura
- 2004: Przyjaciele z podwóka – narrator